# 陳敦隆
陈敦隆（英語：Chen Dun Long，1964年2月25日—），台灣男性軍人，前國陸軍特戰指揮部高空排排长。

## 人物履历
陈敦隆曾因家贫而考入军校。1985年9月，陈敦隆参加了部队选拔，并被陆军空降特战司令部选中。1986年3月28日，陈敦隆在神龙部队第二次跳伞训练，自拉伞首次训练的过程中，遭遇了主伞半翻，副伞低缠主伞的小概率事故，这使他由高度1220米（约合4000英尺）、飞行速度231千米/时的飞机上直接坠地，造成45分钟昏迷与脊柱骨旁两根重要神经严重挫伤，后者导致陈敦隆颈部以下躯体一度失去知觉。后经两月恢复与自行康复训练，陈敦隆得以继续跳伞，并最终获得神龙臂章。
陳敦隆曾评价从太空9万米高空跳回地球的菲利克斯·保加拿，称他穿抵禦低壓與酷寒的特製太空衣，「跳傘的安全度比神龍小組在離地表3650公尺高空跳傘還安全。」陈敦隆还曾作为军事专家出席TVBS的采访，解答了一些中华民国陆军航特部于Facebook公布的操演照片中，有关伞具外表与数位迷彩服花纹的细节问题。

## 外部連結
- 陳敦隆的Facebook專頁